# Chechło (województwo małopolskie)
Chechło – wieś w Polsce, położona w województwie małopolskim, w powiecie olkuskim, w gminie Klucze.
| SIMC    | Nazwa              | Rodzaj    |
| ------- | ------------------ | --------- |
| 0214899 | Młyny              | część wsi |
| 0214907 | Radacka Ulica      | część wsi |
| 0214913 | Sikorka            | część wsi |
| 0214920 | Skałczański Koniec | część wsi |

W latach 1954–1961 wieś należała i była siedzibą władz gromady Chechło, po jej zniesieniu w gromadzie Klucze.
W latach 1975–1998 w województwie katowickim.
Wieś powstała prawdopodobnie w XI wieku. Nazwa pochodzi od chechła, dawnego określenia ziemi bagiennej. W XIV wieku był kościół, splądrowany w 1308 przez najemników Jana Muskaty. Parafia w Chechle w 1326 roku zaliczana była do dekanatu sławkowskiego.

Pod rokiem 1326, w bulli papieża Jana XXII Chechło występuje jako Hehel.
W końcu XV wieku miała w Chechle majątki szlachta pieczętująca się herbami Ostoja, Pilawa i Przeginia.

## Zabytki
Obiekt wpisany do rejestru zabytków nieruchomych województwa małopolskiego.
- Kościół parafialny pw. Narodzenia Matki Bożej, ogrodzenie z basztami, dzwonnica.

## Przyroda
Po stronie południowej wieś graniczy z Pustynią Błędowską.

## Religia
We wsi znajduje się kościół pod wezwaniem NMP, z rokokowym ołtarzem z obrazem Matki Bożej z dzieckiem. Tutejsza parafia Narodzenia Najświętszej Maryi Panny przynależy do dekanatu jaroszowieckiego w diecezji sosnowieckiej.

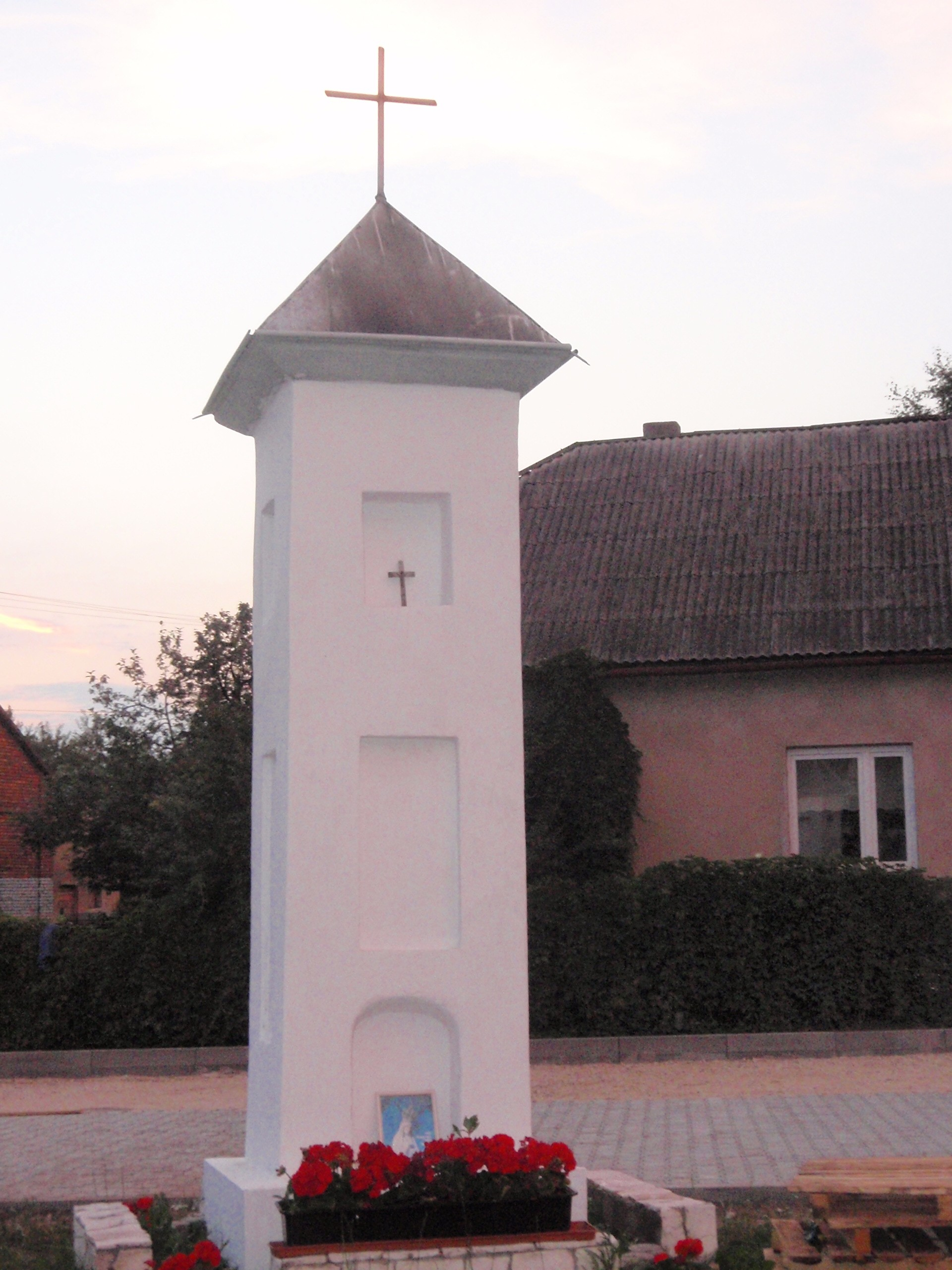
Kapliczka w centrum miejscowości
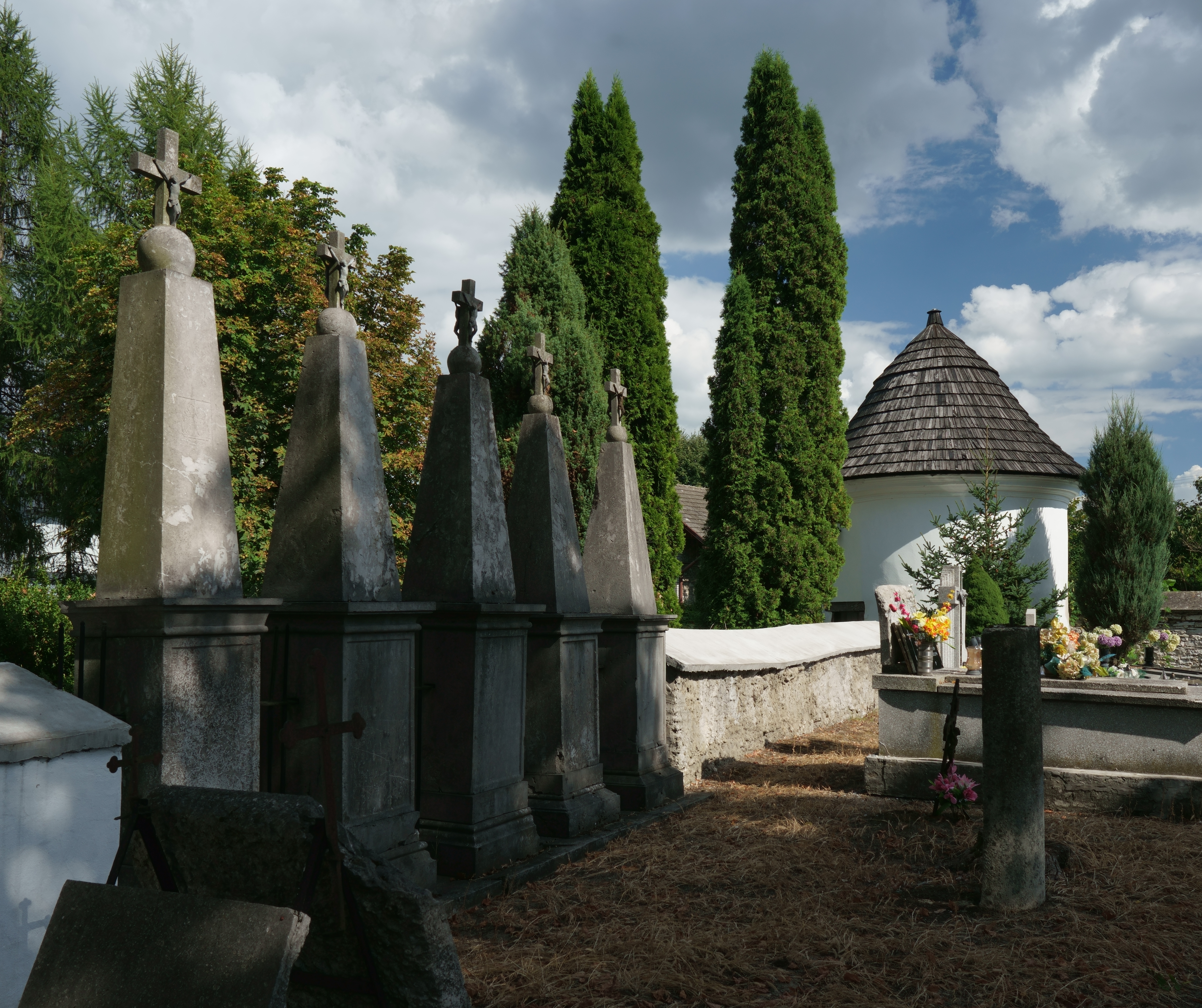
Groby powstańców
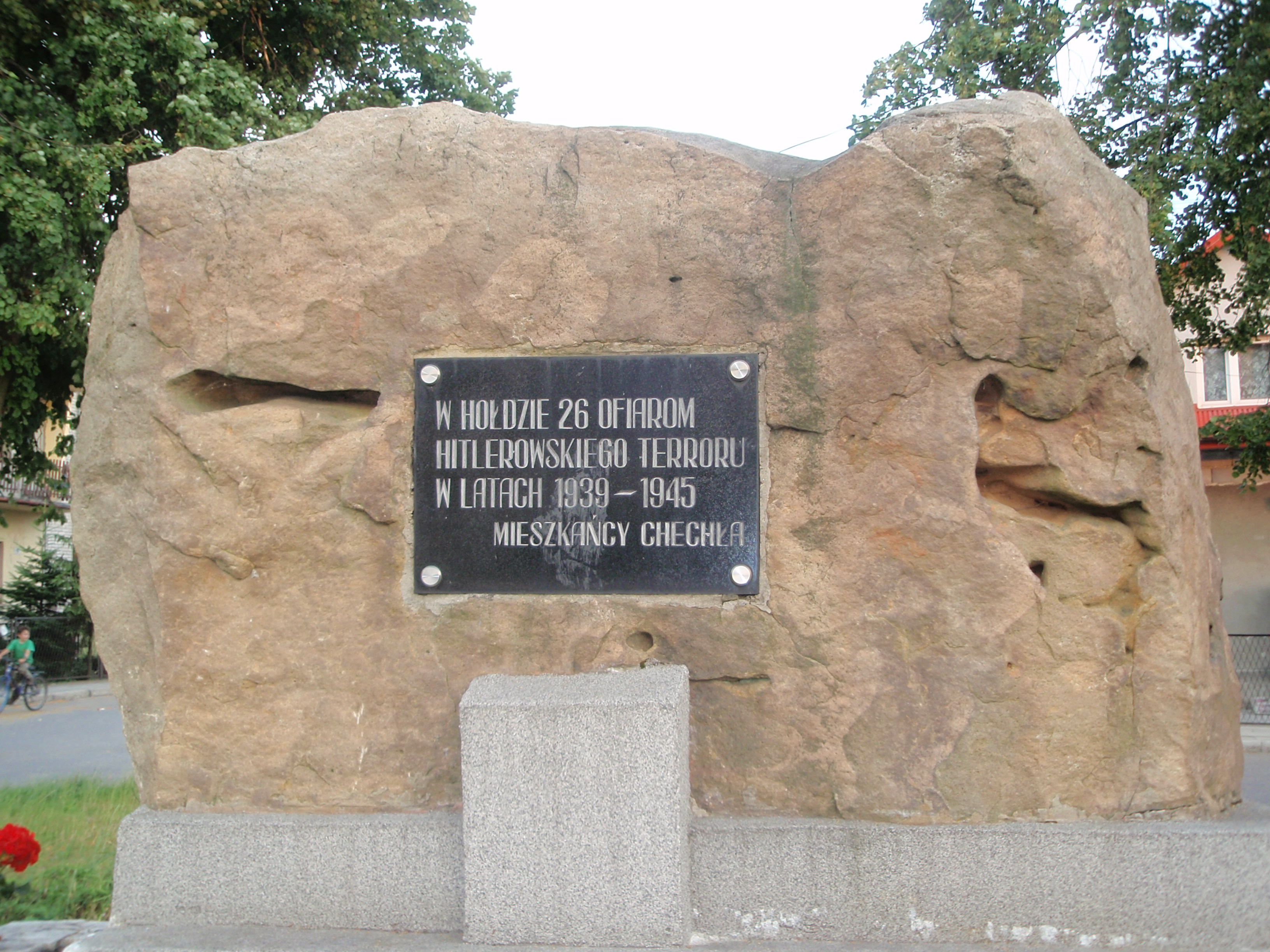
Pomnik poświęcony ofiarom II wojny światowej